# Vallières (arrondissement)
Vallières (em crioulo, Valyè), é um arrondissement do Haiti, situado no departamento do Nordeste. De acordo com o censo de 2003, Vallières tem uma população total de 52.763 habitantes.

## Comunas
O arrondissement de Vallières é composto por três comunas.
- Carice
- Mombin-Crochu
- Vallières